# Poutine est un con !
Poutine est un con ! est la forme francisée du slogan ukrainien, biélorusse et russe Poutine – khouïlo! (en russe : Пу́тин — хуйло́ et en ukrainien : Пу́тін — хуйло́ qui tourne en dérision le président de la fédération de Russie Vladimir Poutine.
Il est né en Ukraine en 2014 après avoir à partir d'un chant de stade interprété pour la première fois par les ultras des clubs de football du Metalist Kharkiv et du Chakhtar Donetsk au début du conflit russo-ukrainien,,.
La phrase est devenue un cri de ralliement et de protestation très répandue dans toute l'Ukraine parmi les partisans de la souveraineté et de l'intégrité territoriale ukrainiennes, et, plus généralement, ceux qui se sont opposés à Vladimir Poutine en Russie et en Ukraine,.
- Le chant de stade au stade olympique de Kiev.

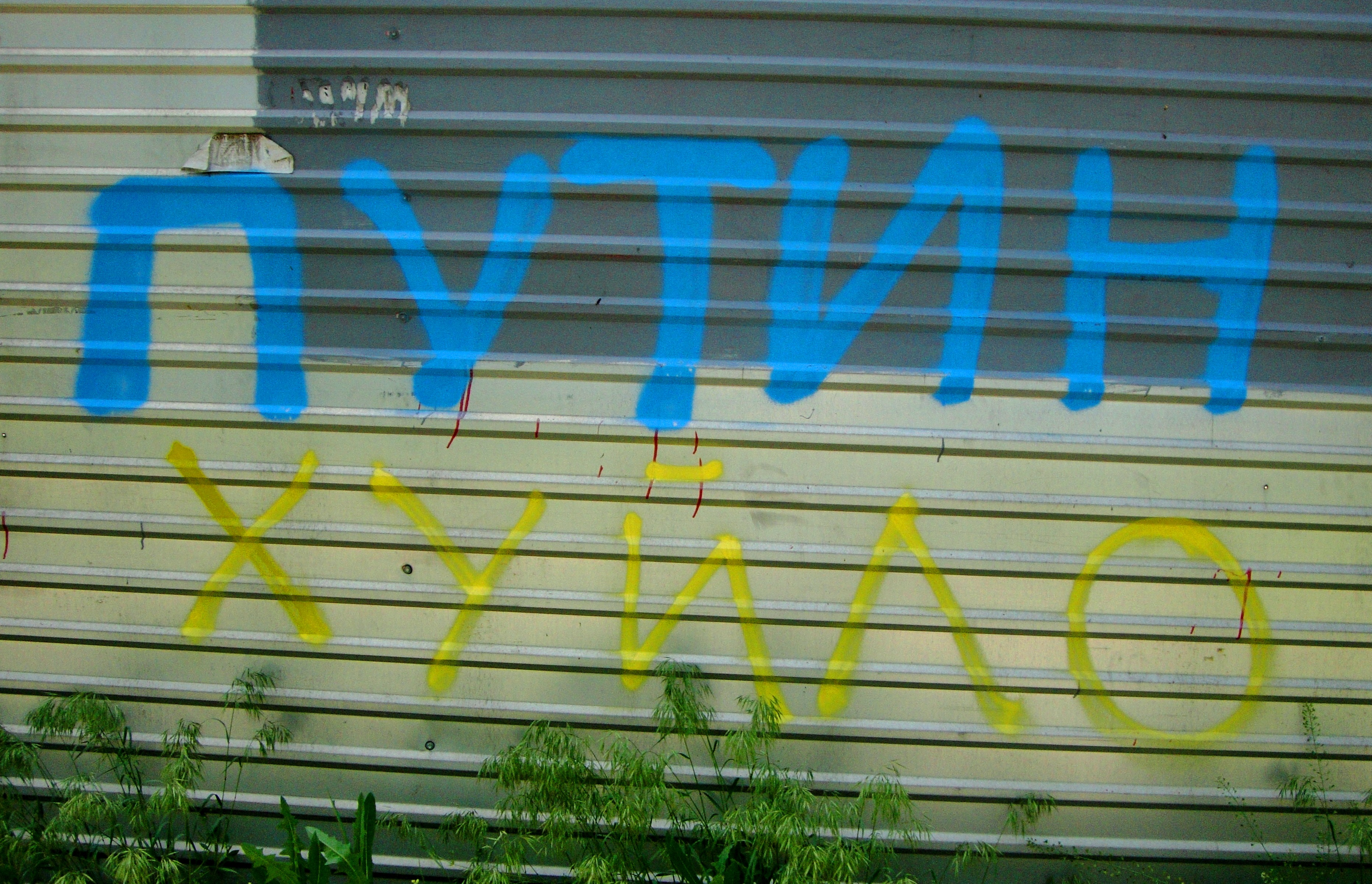
Graffiti Putin khuylo! à Louhansk.
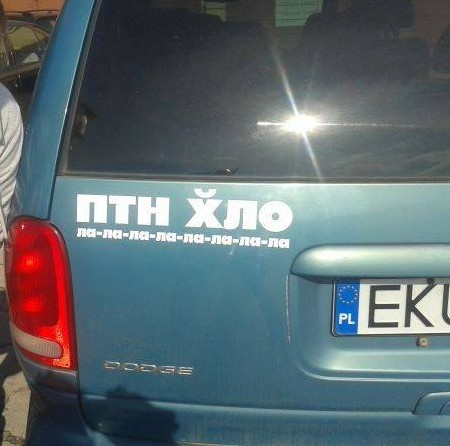
Un autocollant sur une voiture en Pologne. Il omet (ou autocensure) les voyelles, donnant « Птн хйл ».
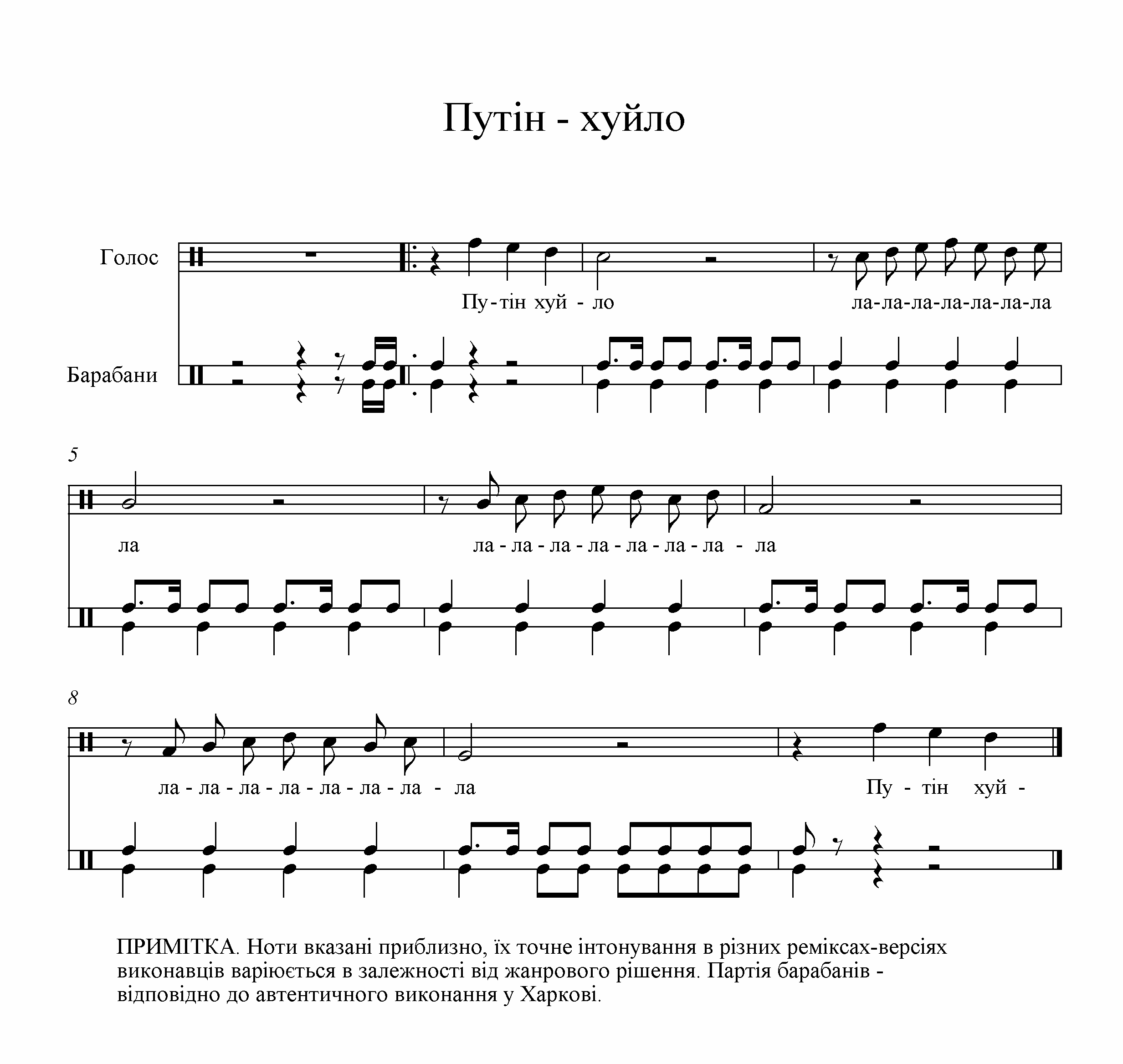
La partition du chant.
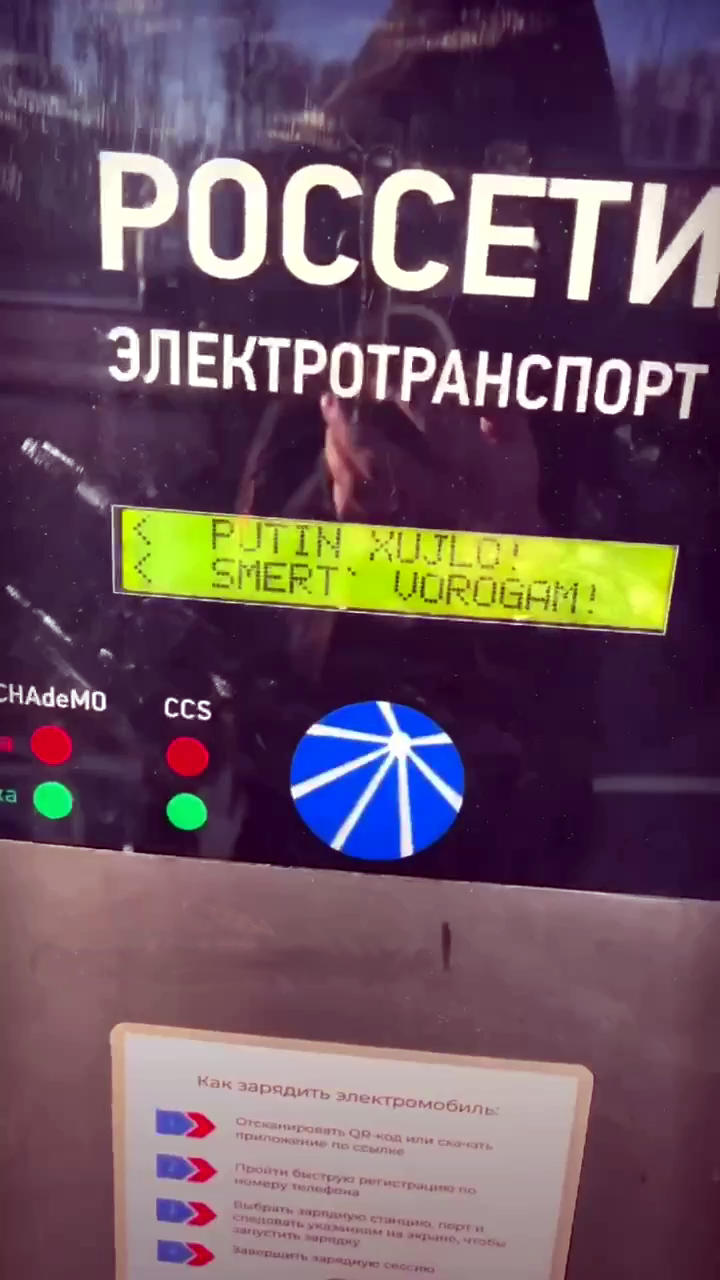
Sur une station de recharge russe piratée[7].

## Voir également